# Campionati del mondo di atletica leggera 2023 - 1500 metri piani maschili
La specialità dei 1500 metri piani maschili dei campionati del mondo di atletica leggera 2023 si è svolta tra il 19 e il 23 agosto al Centro nazionale di atletica leggera di Budapest, in Ungheria.

## Podio
| Pos.    | Atleta             | Nazionalità   | Tempo   |
| ------- | ------------------ | ------------- | ------- |
| Oro     | Josh Kerr          | Gran Bretagna | 3'29"38 |
| Argento | Jakob Ingebrigtsen | Norvegia      | 3'29"65 |
| Bronzo  | Narve Gilje Nordås | Norvegia      | 3'29"68 |

## Situazione pre-gara

### Record
Prima di questa competizione, il record del mondo (RM) e il record dei campionati (RC) erano i seguenti.
| Record                | Prestazione | Atleta                     | Data                            | Competizione     |
| --------------------- | ----------- | -------------------------- | ------------------------------- | ---------------- |
| Record mondiale       | 3'26"00     | Hicham El Guerrouj Marocco | 14 luglio 1998 Roma, Italia     | Golden Gala 1998 |
| Record dei campionati | 3'27"65     | Hicham El Guerrouj Marocco | 24 agosto 1999 Siviglia, Spagna | Mondiali 1999    |

### Campioni in carica
I campioni in carica a livello mondiale e olimpico erano:
| Campione | Atleta                      | Prestazione | Data                                         | Competizione         |
| -------- | --------------------------- | ----------- | -------------------------------------------- | -------------------- |
| Olimpico | Jakob Ingebrigtsen Norvegia | 3'28"32     | 7 agosto 2021 Tokyo, Giappone                | Giochi olimpici 2021 |
| Mondiale | Jake Wightman Gran Bretagna | 3'29"23     | 19 luglio 2022 Eugene, Stati Uniti d'America | Mondiali 2022        |

### La stagione
Prima di questa gara, gli atleti con le migliori tre prestazioni dell'anno erano:
| Pos. | Atleta                      | Prestazione | Data                            |
| ---- | --------------------------- | ----------- | ------------------------------- |
| 1    | Jakob Ingebrigtsen Norvegia | 3'27"14     | 16 luglio 2023 Chorzów, Polonia |
| 2    | Mohamed Katir Spagna        | 3'28"89     | 15 giugno 2023 Oslo, Norvegia   |
| 3    | Yared Nuguse Stati Uniti    | 3'29"02     | 15 giugno 2023 Oslo, Norvegia   |

## Risultati

### Batterie
Le batterie si sono svolte il 19 agosto alle 19:02.. I primi 6 di ogni batteria (Q) si qualificano alle semifinali.
| Pos. | Batteria | Atleta                      | Nazionalità   | Tempo   | Note                                     |
| ---- | -------- | --------------------------- | ------------- | ------- | ---------------------------------------- |
| 1    | 1        | Jakob Ingebrigtsen          | Norvegia      | 3'33"94 | Q                                        |
| 2    | 1        | Josh Kerr                   | Gran Bretagna | 3'34"00 | Q                                        |
| 3    | 4        | Abel Kipsang                | Kenya         | 3'34"08 | Q                                        |
| 4    | 4        | Yared Nuguse                | Stati Uniti   | 3'34"16 | Q                                        |
| 5    | 4        | Adam Spencer                | Spagna        | 3'34"17 | Q                                        |
| 6    | 1        | Reynold Cheruiyot           | Kenya         | 3'34"24 | Q                                        |
| 7    | 3        | Niels Laros                 | Paesi Bassi   | 3'34"25 | Q                                        |
| 8    | 4        | Charles Grethen             | Lussemburgo   | 3'34"32 | Q,                                       |
| 9    | 3        | Mohamed Katir               | Spagna        | 3'34"34 | Q                                        |
| 10   | 1        | Adel Mechaal                | Spagna        | 3'34"35 | Q                                        |
| 11   | 1        | Isaac Nader                 | Portogallo    | 3'34"36 | Q                                        |
| 12   | 3        | Cole Hocker                 | Stati Uniti   | 3'34"43 | Q                                        |
| 13   | 3        | Pietro Arese                | Italia        | 3'34"48 | Q                                        |
| 14   | 1        | Charles Philibert-Thiboutot | Canada        | 3'34"60 | Q                                        |
| 15   | 4        | Elliot Giles                | Gran Bretagna | 3'34"63 | Q                                        |
| 16   | 3        | Narve Gilje Nordås          | Norvegia      | 3'34"67 | Q                                        |
| 17   | 4        | Andrew Coscoran             | Irlanda       | 3'36"75 | Q                                        |
| 18   | 4        | Ossama Meslek               | Italia        | 3'35"12 |                                          |
| 19   | 3        | Azeddine Habz               | Francia       | 3'35"16 | Q                                        |
| 20   | 4        | Salim Keddar                | Algeria       | 3'35"17 |                                          |
| 21   | 1        | Amos Bartelsmeyer           | Germania      | 3'35"44 |                                          |
| 22   | 4        | Jochem Vermeulen            | Belgio        | 3'35"45 |                                          |
| 23   | 4        | Anass Essayi                | Marocco       | 3'35"63 |                                          |
| 24   | 3        | Stewart McSweyn             | Australia     | 3'36"01 |                                          |
| 25   | 4        | Michał Rozmys               | Polonia       | 3'36"26 | Miglior prestazione personale stagionale |
| 26   | 4        | Raphael Pallitsch           | Austria       | 3'36"47 | Miglior prestazione personale            |
| 27   | 1        | Samuel Zeleke               | Etiopia       | 3'36"57 |                                          |
| 28   | 3        | Kieran Lumb                 | Canada        | 3'36"66 |                                          |
| 29   | 3        | Abdellatif Sadiki           | Marocco       | 3'37"19 |                                          |
| 30   | 4        | Kristian Uldbjerg Hansen    | Danimarca     | 3'37"27 | Miglior prestazione personale            |
| 31   | 3        | Elzan Bibić                 | Serbia        | 3'37"45 |                                          |
| 32   | 3        | István Szögi                | Ungheria      | 3'37"57 |                                          |
| 33   | 1        | Abraham Guem                | Sudan del Sud | 3'37"85 | Miglior prestazione personale            |
| 34   | 3        | Abu Mayanja                 | Uganda        | 3'38"15 |                                          |
| 35   | 3        | Ajay Kumar Saroj            | India         | 3'38"24 | Miglior prestazione personale            |
| 36   | 3        | Diego Lacamoire             | Argentina     | 3'38"92 | Miglior prestazione personale            |
| 37   | 1        | Ryan Mphahlele              | Sudafrica     | 3'39"16 |                                          |
| 38   | 1        | Yervand Mkrtchyan           | Armenia       | 3'39"35 | Record nazionale                         |
| 39   | 3        | Ismael Debjani              | Belgio        | 3'39"73 |                                          |
| 40   | 1        | Nick Griggs                 | Irlanda       | 3'40"72 |                                          |
| 41   | 4        | Adisu Girma                 | Etiopia       | 3'45"86 |                                          |
| 42   | 1        | Matthew Ramsden             | Australia     | 3'46"45 | qR                                       |
| 43   | 2        | Mario García                | Spagna        | 3'46"77 | Q                                        |
| 44   | 2        | Tshepo Tshite               | Sudafrica     | 3'46"79 | Q                                        |
| 45   | 2        | Neil Gourley                | Gran Bretagna | 3'46"87 | Q                                        |
| 46   | 2        | Samuel Tanner               | Nuova Zelanda | 3'46"93 | Q                                        |
| 47   | 2        | Ruben Verheyden             | Belgio        | 3'47"02 | Q                                        |
| 48   | 2        | Timothy Cheruiyot           | Kenya         | 3'47"09 | Q                                        |
| 49   | 2        | Joonas Rinne                | Finlandia     | 3'47"16 |                                          |
| 50   | 2        | Joe Waskom                  | Stati Uniti   | 3'47"26 |                                          |
| 51   | 2        | Hicham Akankam              | Marocco       | 3'47"55 |                                          |
| 52   | 2        | Luke McCann                 | Irlanda       | 3'47"48 |                                          |
| 53   | 2        | Teddese Lemi                | Etiopia       | 3'47"49 |                                          |
| 54   | 2        | Rob Napolitano              | Porto Rico    | 3'48"29 |                                          |
| 55   | 2        | Joao Bussotti               | Italia        | 3'48"55 |                                          |
| 56   | 2        | Julian Ranc                 | Francia       | 3'48"63 |                                          |
| 57   | 1        | Tom Elmer                   | Svizzera      | 3'55"72 | qR                                       |
| 58   | 1        | Emil Danielsson             | Svezia        | 3'57"70 | qR                                       |

### Semifinali
Le batterie si sono svolte il 20 agosto alle 17:35.. I primi 6 di ogni semifinale (Q) si qualificano alla finale.
| Pos. | Batteria | Atleta                      | Nazionalità   | Tempo   | Note                          |
| ---- | -------- | --------------------------- | ------------- | ------- | ----------------------------- |
| 1    | 1        | Yared Nuguse                | Stati Uniti   | 3'32"69 | Q                             |
| 2    | 1        | Abel Kipsang                | Kenya         | 3'32"72 | Q                             |
| 3    | 1        | Niels Laros                 | Paesi Bassi   | 3'32"74 | Q,                            |
| 4    | 1        | Azeddine Habz               | Francia       | 3'32"79 | Q                             |
| 5    | 1        | Narve Gilje Nordås          | Norvegia      | 3'32"81 | Q                             |
| 6    | 1        | Neil Gourley                | Gran Bretagna | 3'32"97 | Q                             |
| 7    | 1        | Tshepo Tshite               | Sudafrica     | 3'32"98 |                               |
| 8    | 1        | Pietro Arese                | Italia        | 3'33"11 | Miglior prestazione personale |
| 9    | 1        | Adel Mechaal                | Spagna        | 3'33"33 |                               |
| 10   | 1        | Mohamed Katir               | Spagna        | 3'33"56 |                               |
| 11   | 1        | Ruben Verheyden             | Belgio        | 3'33"96 |                               |
| 12   | 1        | Emil Danielsson             | Svezia        | 3'34"16 |                               |
| 13   | 2        | Jakob Ingebrigtsen          | Norvegia      | 3'34"98 | Q                             |
| 14   | 2        | Josh Kerr                   | Gran Bretagna | 3'35"14 | Q                             |
| 15   | 2        | Cole Hocker                 | Stati Uniti   | 3'35"23 | Q                             |
| 16   | 2        | Mario García                | Spagna        | 3'35"26 | Q                             |
| 17   | 2        | Isaac Nader                 | Portogallo    | 3'35"31 | Q                             |
| 18   | 2        | Reynold Cheruiyot           | Kenya         | 3'35"53 | Q                             |
| 19   | 2        | Charles Grethen             | Lussemburgo   | 3'36"18 |                               |
| 20   | 2        | Samuel Tanner               | Nuova Zelanda | 3'36"58 |                               |
| 21   | 1        | Matthew Ramsden             | Australia     | 3'36"83 |                               |
| 22   | 1        | Andrew Coscoran             | Irlanda       | 3'37"39 |                               |
| 23   | 2        | Timothy Cheruiyot           | Kenya         | 3'37"40 |                               |
| 24   | 2        | Charles Philibert-Thiboutot | Canada        | 3'37"41 |                               |
| 25   | 2        | Tom Elmer                   | Svizzera      | 3'38"33 |                               |
| 26   | 2        | Elliot Giles                | Gran Bretagna | 3'39"05 |                               |
| 27   | 2        | Adam Spencer                | Australia     | 3'42"10 |                               |

### Finale

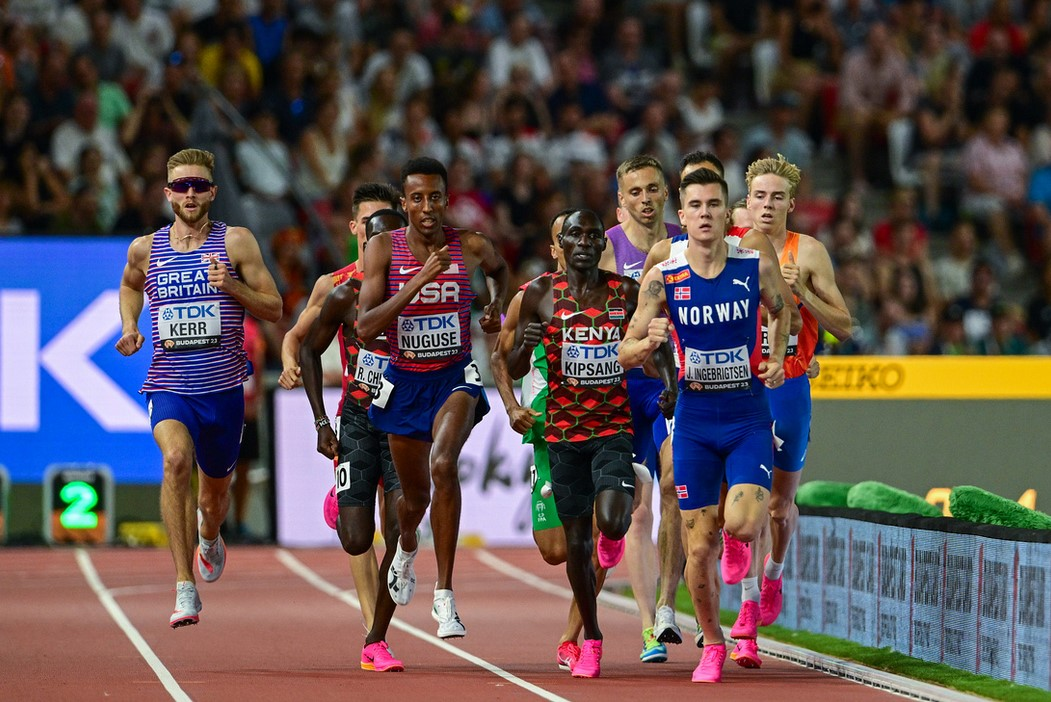
Un istante della finale

La finale si è svolta il 23 agosto alle 21:16.
| Pos.    | Atleta             | Nazionalità   | Tempo   | Note                                     |
| ------- | ------------------ | ------------- | ------- | ---------------------------------------- |
| Oro     | Josh Kerr          | Gran Bretagna | 3'29"38 | Miglior prestazione personale stagionale |
| Argento | Jakob Ingebrigtsen | Norvegia      | 3'29"65 |                                          |
| Bronzo  | Narve Gilje Nordås | Norvegia      | 3'29"68 |                                          |
| 4       | Abel Kipsang       | Kenya         | 3'29"89 |                                          |
| 5       | Yared Nuguse       | Stati Uniti   | 3'30"25 |                                          |
| 6       | Mario García       | Spagna        | 3'30"26 |                                          |
| 7       | Cole Hocker        | Stati Uniti   | 3'30"70 | Miglior prestazione personale            |
| 8       | Reynold Cheruiyot  | Kenya         | 3'30"78 |                                          |
| 9       | Neil Gourley       | Gran Bretagna | 3'31"10 |                                          |
| 10      | Niels Laros        | Paesi Bassi   | 3'31"25 | Record nazionale                         |
| 11      | Azeddine Habz      | Francia       | 3'33"14 |                                          |
| 12      | Isaac Nader        | Portogallo    | 3'35"41 |                                          |